# Тудегешева, Тайана Васильевна
Тудегешева Тайана (Татьяна) Васильевна (19 ноября, 1957, Усть-Анзас, Таштагольский район, Кемеровская область — 14 февраля 2022, Санкт-Петербург) — советская, российская, шорская поэтесса.

## Биография
Тудегешева Тайана (Татьяна) Васильевна родилась 19 ноября 1957 года в семье учителя Василия Васильевича Каныштарова в шорском посёлке Усть-Анзас Таштагольского района Кемеровской области. Это труднодоступная горная местность, огражденная от цивилизации рекой Мрассу. Шорцы- коренной малочисленный тюркоязычный народ Юго-Западной Сибири. Шорцы проживают в Кемеровской области, Республике Хакасия, Республике Алтай и Алтайском крае.
Василий Каныштаров с 1926 по 1938 годы работал корректором в районной газете, писал стихи, которые потом вошли в коллективный сборник молодых шорских поэтов. В конце 1930-х годов Горно-Шорский район был ликвидирован и он занялся педагогической деятельностью. Мать Тайаны по профессии метеоролог. Несмотря на семейные заботы, она находила время для того, чтобы записывать в своем дневнике различные наблюдения, яркие события, интересные мысли.
С детства Тайану (Татьяну) приучали к труду. Длинными зимними вечерами все члены семьи садились за длинный стол и при свете керосиновой лампы вслух читали и обсуждали произведения любимых писателей, газеты и журналы.
После окончания средней школы Тайана Тудегешева поступила в Иркутский техникум швейного производства. Работала в Новокузнецке технологом в Доме быта.
Окончила Московский литературный институт им. М.Горького (руководитель семинара Юрий Кузнецов). В 1999 году её приняли в Союз писателей России — без выпущенных книг — по одной рукописи.
Т. В. Тудегешева работала заместителем директора Новокузнецкого городского дворца культуры по поддержке и развитию культуры коренных народов края.
Являлась директором этнографического объединения «Тазыхан». Создатель музея истории шорской культуры.
Тайану Тудегешеву можно назвать внештатным сотрудником библиотеки-филиала им. Д. С. Лихачева, она являлась постоянным участником всех поэтических встреч. В стенах библиотеки она открывала шорским детям их родной язык, культуру.
Принимала участие во Всемирных тюркских фестивалях в Турции.
Скончалась 14 февраля 2022 года

## Творчество
Т. В. Тудегешева — автор около десятка сборников стихотворений. В 2000 году, благодаря поддержке спонсоров, была издана её первая книжка стихов «Поющие стрелы времен». Следующий поэтический сборник Тудегешевой «Небесный полет девятиглазых стрел» вышел в свет в 2007 году при поддержке Администрации Кемеровской области. А в 2014 году поэтесса представила читателям свою новую книгу «По ту сторону шорских гор».
Тайана Тудегешева — лауреат премии Кузбасса, лауреат журнала «Огни Кузбасса», дипломант Международной литературной премии им. П. П. Ершова. Творчество поэтессы известно далеко за пределами Кемеровской области. Её произведения публиковались в «Лите¬ратурной газете», в «Литера¬турной России», в «Российском писателе», в журналах «Наш современник», «Литературный Кузбасс», "Огни Кузбасс"а и других. Её стихи «Немая встреча», «Что ты смотришь грустными глазами» в числе лучших произведений Сибири за последние 100 лет вошли в книгу «Русская сибирская поэзия. Антология XX века».
Тайана Васильевна сочиняла также стихи и загадки для детей. В недавно вышедшем сборнике «Элимай» («Моя родина») представлены произведения поэтессы, написанные для детей на шорском языке.
Многие композиторы Сибири пишут песни на её стихи. Наиболее плодотворным стало сотрудничество Т.Тудегешевой с Заслуженным работником культуры РФ, членом Союза композиторов Кузбасса М. М. Масловым. Вокальный цикл на стихи Тайаны Тудегешевой, созданный композитором, вышел отдельной книгой «Возвращение шамана» (с текстами и нотами) в московском издательстве «Советский писатель» в 2014 году.
Писала Тайана Тудегешева как на родном шорском, так и на русском. Её произведения посвящены Горной Шории. Русский язык позволял автору раскрыть всю глубину и своеобразие этнокультурных традиций шорского народа, сделать их понятными и близкими представителю любой культуры.
Я — дочь, я ветвь абинского народа.
Наш род — Аба, и нет древнее рода…
Аба… Растаял звук и песней стих,
Пою я реквием прощальный стих.
Наш род угас… о, нет печальней рода!
Я — песня-плач абинского народа.
(Род Аба) (Аба- шорский род кузнецов, Аба-Тура- Кузнецк, Новокузнецк)
Читателям понятны создаваемые ею образы, будь то таёжная шаманка, рожающая богатыря Ольгудека женщина и иные образы из шорской мифологии. Конечно, при переводе стихов на русский или другой язык полностью не передается мелодия, интонация, особый колорит оригинального текста, который внутренне связан с древними сказаниями и песнопениями шорского народа. Но несмотря на то, что поэтесса опиралась на традиции шорского народа и подсказываемые окружающей природой образы («девочка с оленьими глазами», «шаманка-метель» и т. п.), основные идеи её произведений понятны представителю любой национальности и культуры.
Мне близки стихи Тудегешевой открытостью, искренностью, пронзительной энергетикой, мелодичностью, национальным колоритом. В них есть и ласка, и нежность, но есть и горячий порыв и мужество, и есть «аскеза гор». Есть радость и горечь…
Одним словом, нам явлена здесь талантом поэта живая жизнь. Без трафаретов и шаблонов.
Геннадий Иванов,
первый секретарь Союза писателей России.

## Сборники стихов
- «Поющие стрелы времен» (Новокузнецк, 2000),
- «Небесный полет девятиглазых стрел» (Новокузнецк, 2007)
- «По ту сторону шорских гор» (Новокузнецк, 2014)
- «Возвращение шамана» (с текстами и нотами) (М., «Советский писатель», 2014)
- «Элимай» (для детей)

## Награды
Татьяна Васильевна по достоинству награждена:
медалью за «За веру и добро» (2003г.),
медалью «За служение Кузбассу (2007г.), 
Дипломом I степени областного литературного конкурса среди профессионалов «Образ» (2009г.)
медалью «За вклад в развитие Таштагольского района» (2012 г.),
присвоено звание и вручена медаль «Лауреат премии Кузбасса» (2013г.),
Почетным знаком Губернатора Кемеровской области «Золотая Шория» (2014г.), 
Дипломант 9 Международной литературной премии имени П.П.Ершова (2014г.),
Лауреат журнала «Огни Кузбасса» (2013г.),
Медалью «В память 200-летия со дня рождения М. Ю. Лермонтова» (2014)
Медалью «70 лет Дню шахтёра» (2017).